# Zhang Jie (haltérophilie)
Dans ce nom chinois, le nom de famille, Zhang, précède le nom personnel.
Zhang Jie est un haltérophile chinois né le 26 août 1987 à Changle.

## Carrière
Zhang Jie participe aux Championnats du monde d'haltérophilie 2010 qui se déroulent à Antalya en Turquie. Le Chinois se classe quatrième à l'arraché et premier à l'épaulé-jeté. Ces deux résultats cumulés lui permettent de décrocher la médaille d'argent, derrière Kim Un-guk et devant Erol Bilgin.

## Palmarès

### Championnats du monde
- Championnats du monde d'haltérophilie 2010 à Antalya
  -  Médaille d'argent en moins de 62 kg.

- Championnats du monde d'haltérophilie 2011 à Paris
  -  Médaille d'or en moins de 62 kg.

### Championnats d'Asie
- Championnats d'Asie d'haltérophilie 2008
  -  Médaille d'or en moins de 62 kg.

- Championnats d'Asie d'haltérophilie 2011
  -  Médaille d'or en moins de 62 kg.